# ۷۱۷ (میلادی)
۷۱۷ (میلادی) هفتصد  و هفدهمین سال تقویم میلادی است.

## درگذشتگان
‎